# Communauté de communes des Franches-Communes
La Communauté de communes des Franches-Communes (CCFC) est une ancienne communauté de communes française, située dans le département de la Haute-Saône en France.
Elle a fusionné avec d'autres intercommunalités pour former le 1er janvier 2014 la communauté de communes du Triangle Vert

## Historique
La communauté de communes a été créée par un arrêté préfectoral du 31 décembre 2001 et succède à une première structure intercommunale créée en 1994.
L'article 35 de la loi no 2010-1563 du 16 décembre 2010 « de réforme des collectivités territoriales » prévoit toutefois d'achever et de rationaliser le dispositif intercommunal en France, et notamment d'intégrer la quasi-totalité des communes françaises dans des EPCI à fiscalité propre, dont la population soit normalement supérieure à 5 000 habitants. 
Dans ce cadre, le Schéma départemental de coopération intercommunale de 2011 a prévu la fusion des communautés de communes : 
- du Pays de Saulx,  
- des grands bois ; 
- des Franches-Communes (sauf  Amblans et Genevreuille), 
et en y rajoutant la commune isolée de Velorcey, afin de former une nouvelle structure regroupant 42 communes et environ 11 200 habitants.
Cette fusion est effective depuis le 1er janvier 2014 et a permis la création, à la place des intercommunalités supprimées, de  la communauté de communes du Triangle Vert.
Amblans-et-Velotte et Genevreuille ont préalablement été intégrées dans la communauté de communes du pays de Lure, le 1er janvier 2013.

## Territoire communautaire

### Composition
Au premier janvier 2010, l'intercommunalité comprenait les 14 communes suivantes pour une population totale sans double compte de 4 238 habitants : 
- Adelans-et-le-Val-de-Bithaine
- Ailloncourt
- Amblans-et-Velotte
- Bouhans-lès-Lure
- Citers
- Dambenoît-lès-Colombe
- Franchevelle
- Genevreuille
- Lantenot
- Linexert
- Mollans
- Pomoy
- Quers
- Rignovelle

## Organisation

### Siège
Le siège de l'intercommunalité était à Quers, 1 bis rue de l'église.

### Liste des présidents
L'intercommunalité était administrée par son conseil communautaire, constitué de délégués des  conseils municipaux de chaque commune membres.
| Période                                  | Période | Identité        | Étiquette | Qualité |
| ---------------------------------------- | ------- | --------------- | --------- | --- |
| Les données manquantes sont à compléter. |         |                 |           | |
| ?                                        | 2013    | Raymond Bilquez | UMP       | Maire de Franchevelle (2001 → ) Président de la CC du Triangle Vert (2014 → ) Vice-président du SIED-70 (2014 → ) |

### Compétences
L'intercommunalité exerçait les compétences qui lui avaient été transférées par les communes membres, dans les conditions déterminées par le Code général des collectivités territoriales. Il s'agissait de : 
- Environnement et cadre de vie : assainissement non-collectif, collecte et traitement des ordures ménagères, schéma directeur d'assainissement des communes - mise en œuvre d'un SPANC ;
- Dispositifs contractuels de la politique de la ville :Mission locale espace jeunes, mise en place d'un relais services publics" (RSP) ;
- Développement et aménagement économique : zones d'activité et actions de développement économique ;
- Équipements sportifs collectifs, activités périscolaires ;
- Aménagement de l'espace : schéma de cohérence territoriale (SCOT), constitution de réserves foncières, études et programmation ;
- Voirie communautaire, fauchage des voies communales, éclairage public et festif, pistes cyclables ;
- Tourisme ;
- Réseaux de télécommunications (ADSL) ;
- Mutualisation avec les communes et associations ;
- Communication[1].

### Régime fiscal et budget
La Communauté de communes était un établissement public de coopération intercommunale à fiscalité propre.
Afin d'assurer la réalisation de ses compétences, la communauté de communes percevait une fiscalité additionnelle aux impôts locaux des communes, sans fiscalité professionnelle de zone et sans fiscalité professionnelle sur les éoliennes.
Afin de financer ce service, elle collectait une redevance d'enlèvement des ordures ménagères (REOM).